# Teòdot de Siracusa
Teòdot de Siracusa (grec antic: Θεóδοτος, llatí: Theodotus) fou un polític siracusà del segle iii aC.
Va participar en una conspiració contra la vida del tirà o rei Jerònim de Siracusa però va ser descobert i fet presoner, l'any 215 aC. Sotmès a tortura va ocultar els noms dels seus veritables còmplices, i va acusar Trasó, el cap del partit contrari, que va ser immediatament executat, segons diu Titus Livi. Potser Teòdot no va ser executat, encara que és difícil d'entendre, perquè un personatge amb el mateix nom de Teòdot apareix entre els conspiradors que van assassinar Jerònim a Leontins el 214 aC. En aquesta ocasió va actuar junt amb Sosis, amb el que va retornar ràpidament a Siracusa i va participar en les negociacions que van seguir. La seva sort posterior és desconeguda.